# Neopachylus herteli
Neopachylus herteli is een hooiwagen uit de familie Gonyleptidae.